# Zabergäurenette

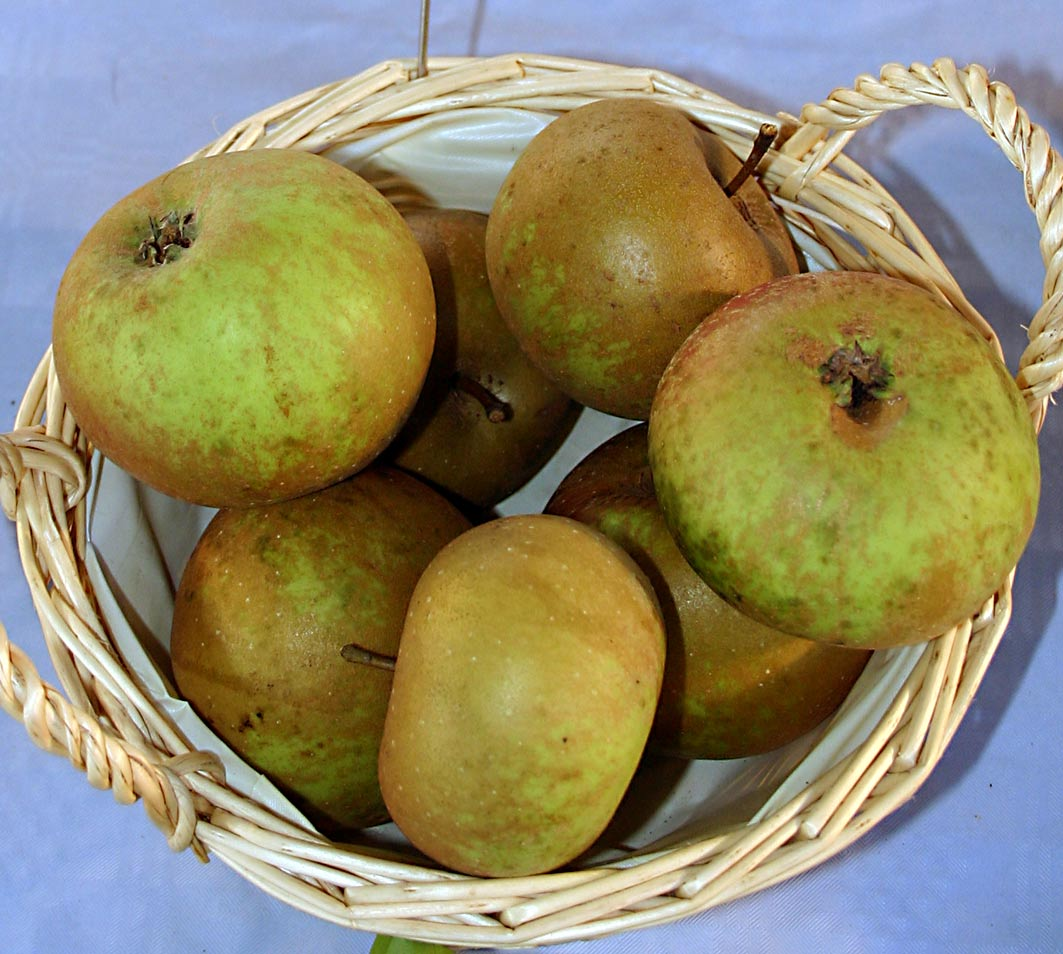
Zabergäurenette

Die Zabergäurenette (auch Zabergäu oder Hausener Graue Renette) ist eine Apfelsorte, die ihren Namen vom Zabergäu erhielt. Sie entstand 1885 in Hausen an der Zaber als Zufallssämling. Die Sorte kann zu den Lederäpfeln gezählt werden.

## Beschreibung
Die meist großen bis sehr großen Früchte sind flach. Die Schale ist, wie bei vielen Renetten, ledrig und grün, sonnenseitig auch rötlich, was aber aufgrund einer sehr starken Berostung meist nicht zu sehen ist. Die Farbe wechselt im Lager meist ins Gelbliche.
Die im Oktober reifenden Früchte sind sowohl als Tafelapfel als auch zum Kochen, Backen oder Mosten geeignet. Haltbar sind die Früchte bis in den März, werden dann jedoch mürbe und trocken. Die Früchte sind weniger säurebetont als etwa die des Schönen aus Boskoop.

## Baum
Der Baum ist kaum anfällig für Schorf, neigt aber zur Alternanz und Stippe. Als Standort sind wärmere Lagen mit guten Böden zu verwenden.
Da diese Sorte triploid ist, ist sie als Pollenspender ungeeignet.

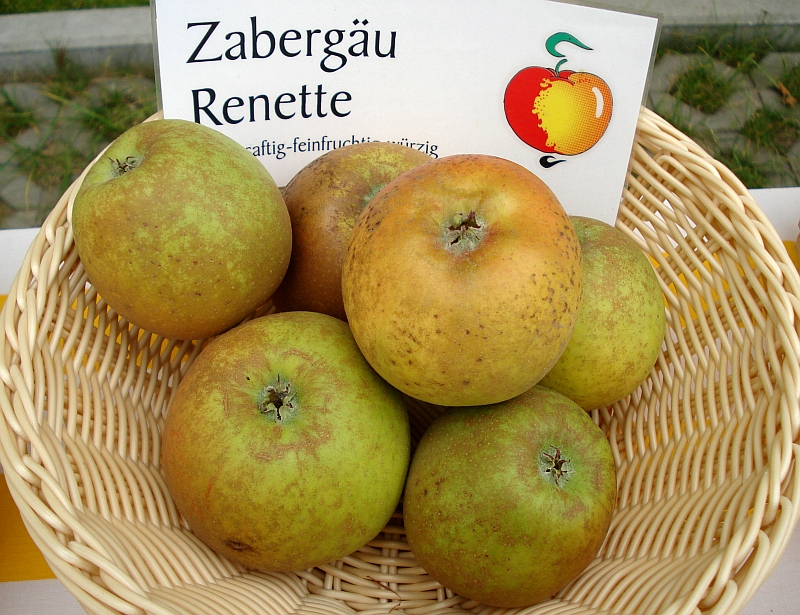
Sortenkorb mit Zabergäu-Renetten